# Señorío de La Horcajada

Escudo de la villa de La Horcajada con las armas de los Álvarez de Toledo en un cuartel

## Historia
El Señorío de La Horcajada fue una jurisdicción feudal española de la Alta Edad Media, conocida con anterioridad como Señorío de la Puebla de La Horcajada (1298) (1393), junto el Señorío de Mirueña de los Infanzones (1443) propiedad de la Casa de Contreras ; y que posteriormente, a finales del siglo XV por segregación del señorío de Valdecorneja, pasará a la casa de Toledo o casa de Álvarez de Toledo, que se ubicó geográficamente en La Horcajada, Ávila. 
De esta última propietaria, la casa de Toledo, el primer señor de La Horcajada fue García Álvarez de Toledo y Enríquez, uno de los hijos varones del I duque de Alba de Tormes y hermano del II duque, Fadrique Álvarez de Toledo y Enríquez. El primer señor se instaló en el Palacio de La Horcajada, fortaleza que ya existía.
El II señor fue Fernando Álvarez de Toledo y el III, su hijo, Antonio Álvarez de Toledo.
El IV señor, Antonio Álvarez de Toledo y Dávila, se trasladó a vivir a Madrid, donde murió sin sucesión hacia 1630. Fue enterrado en el panteón familiar de la cripta de la Iglesia de La Horcajada. 
Después del fallecimiento sin sucesión del IV señor, se desató un largo pleito, tras el cual el señorío quedó para los duques de Alba de Tormes, quienes fueron los señores de la villa de La Horcajada hasta la supresión de los señoríos, a principios del siglo XIX.
El gobierno de La Horcajada quedó en manos de los vaivenes de la política española de los siglos XIX y XX.